# Пасторано
Пасторано (італ. Pastorano) — муніципалітет в Італії, у регіоні Кампанія, провінція Казерта.
Пасторано розташоване на відстані близько 165 км на південний схід від Рима, 40 км на північ від Неаполя, 18 км на північний захід від Казерти.
Населення — 3017 осіб (2014).
Щорічний фестиваль відбувається третьої неділі жовтня. Покровитель — Beata Vergine Maria del Monte Carmelo.

## Демографія
Населення за роками:

Станом на 1 січня 2023 року в муніципалітеті офіційно проживало 209 іноземців з 21 країни, серед них 61 громадянин країн Євросоюзу та 22 громадяни України.

## Сусідні муніципалітети
- Камільяно
- Джано-Ветусто
- Піньятаро-Маджоре
- Вітулаціо